# Црква Светог Архиђакона Стефана на Кнежевом пољу
Црква Светог Архиђакона Стефана на Кнежевом пољу, на планини Повлен, централно је место одржавања Сабора на Повлену. Црква припада Епархији ваљевској Српске православне цркве.

## Сабор
Црква посвећена Светом архиђакону Стефану подигнута подно Малог Повлена, највишег врха планине Повлен, обележава Славу Преноса моштију Светог архиђакона и првомученика Стефана од 2008. године, а Сабор се одржава од 2012. године, после Свете литургије.
Сабор на Повлену је културно-туристичка манифестација која за циљ има очување народне традиције са два централна догађаја, надметање за најбољег здравичара и надметање за најбољег играча народног кола. У оквиру ове манифестације штампа се публикација „Повленски старопис”.